# A dzsungel könyve (könyv)
A dzsungel könyve (eredeti cím: The Jungle Book) Rudyard Kipling 1894-ben kiadott novellagyűjteménye. A novellák legnagyobb része az indiai őserdőben játszódik, és egy Maugli nevű fiúról szól, akit farkasok neveltek fel. A többi történet helyszíne is India, kivéve a Kvikvern és A fehér fóka című novellákat. Kipling Indiában született, így jól ismerte az indiai dzsungelt. A könyvben szereplő történeteknek rendszerint súlyos erkölcsi mondanivalójuk van, amely mint a dzsungel törvénye jelenik meg a novellákban. Mindegyik történetben szerepelnek emberi tulajdonságokkal felruházott, antropomorf állatok. Minden novella egy verssel kezdődik és végződik.
További novellák jelentek meg az 1895-ös The Second Jungle Book című kötetben, melyet a magyar kiadásokban rendszerint nem választanak külön az első könyv történeteitől. A regény első angol nyelvű kiadását az író apja, John Lockwood Kipling illusztrálta. A legismertebb magyar fordítást Benedek Marcell készítette, és Haranghy Jenő készített hozzá illusztrációkat.
A prózai rész 2016-os fordítását (Helikon) Greskovits Endre készítette az 1992-es Oxford University Press kiadványa alapján, szakértők segítségével visszaadva a regényben szereplő indiai nevek eredeti kiejtését, illetve javította a korábbi fordításban előforduló félreértéseket is. A versfordításokat Horváth Viktor műfordító készítette, szintén a hitelesség mentén, a művészi rajzok pedig Szabó Levente grafikusművész munkái. Ez a fordítás a történeteket az író által felállított eredeti sorrendben tartalmazza.

## Fejezetek
- Maugli testvérei – Maugli, az indiai gyermek szüleit megöli Sir Kán, a tigris. A fiút a Szioni-dombokon élő farkasfalka neveli fel. Tíz év elteltével Maugli bosszút áll Sir Kánon.
- Ká vadászata – A hétéves Mauglit elrabolja egy majomcsapat. Barátai, Balú, a medve és Bagira, a fekete párduc Kától, az óriáskígyótól kérnek segítséget, hogy megmentsék a fiút.
- Tigris! Tigris! – Maugli megpróbál beilleszkedni az emberek közé, egy Messzua nevű asszony fogadja be. Sir Kán bosszút akar állni Mauglin, aki végül legyőzi a tigrist.
- Rátok szabadítom a dzsungelt – Az emberek boszorkánysággal vádolják Messzuát, és meg akarják égetni. Maugli a vadállatok segítségével kiszabadítja az asszonyt, és lerombolja a falut.
- A vörös kutyák – A dólok, a Dekkán-fennsíkon élő vadkutyák behatolnak a farkasok vadászterületére. Maugli segít a farkasoknak legyőzni a betolakodókat.
- A király ankusa – Maugli egy elhagyott városban egy kincseskamrát talál, amelyet egy fehér kobra őriz. A kígyó figyelmeztetése ellenére Maugli elhoz egy ankust (elefánt-ösztökélő fegyvert) a kamrából, és ez a tette négy ember életébe kerül.
- Hogyan született a félelem – Háti, a bölcs elefánt elmeséli Mauglinak, miért vannak olyan éjszakák, amikor a tigrisek ölhetnek embert.
- Tavaszi futás – Tavasszal az összes állat elfordul az immár felnőtt Mauglitól, aki úgy határoz, újból visszatér az emberekhez. Balú, Bagira, Ká és a farkasok felkeresik, hogy búcsút vegyenek tőle.
- Riki-tiki-tévi – Riki-tiki-tévit, a fiatal mongúzt egy Indiában élő angol család fogadja be. A mongúz megvédelmezi a családot Nagtól és Nagainától, a két kobrától.
- A fehér fóka – Kotik, a fehér fóka úgy határoz, hogy megkeresi a helyet, ahol az emberek nem vadásznak a fókákra, és elvezeti oda a népét.
- Kis Tumáj és az elefántok tánca – Tumáj, a fiatal elefánthajcsár egy éjszaka szemtanúja lesz az elefántok táncának.
- A krokodilus története – A mugger-gauti Mugger, egy istenként tisztelt emberevő krokodil elmeséli élete történetét egy sakálnak és egy marabunak.
- Kvikvern – Kotuko, az eszkimó fiú és egy eszkimó lány magukra maradnak a sarki télben, amíg hűséges szánhúzó kutyáik meg nem találják őket.
- A királynő szolgái – A történet elbeszélője fültanúja lesz az indiai hadseregben szolgáló állatok beszélgetésének, akik egy katonai parádéra készülnek.
- Purun bagát csodája – Egy indiai hivatalnok, Purun Dász lemond hatalmáról, remete lesz a Himalájában. Egy éjszaka megment egy falut a földcsuszamlástól.

## Szereplők
- Maugli, indiai gyermek
- Akela, a farkasfalka vezére
- Bagira, a fekete párduc
- Balu, az ajakos medve
- Sir Kán, a bengáli tigris
- Ká, a tigrispiton
- Csil, a keselyű
- Háti, a bölcs ázsiai elefánt
- Tabaki, a sakál
- Messzua, indiai asszony
- Buldeo,  a falu vadásza

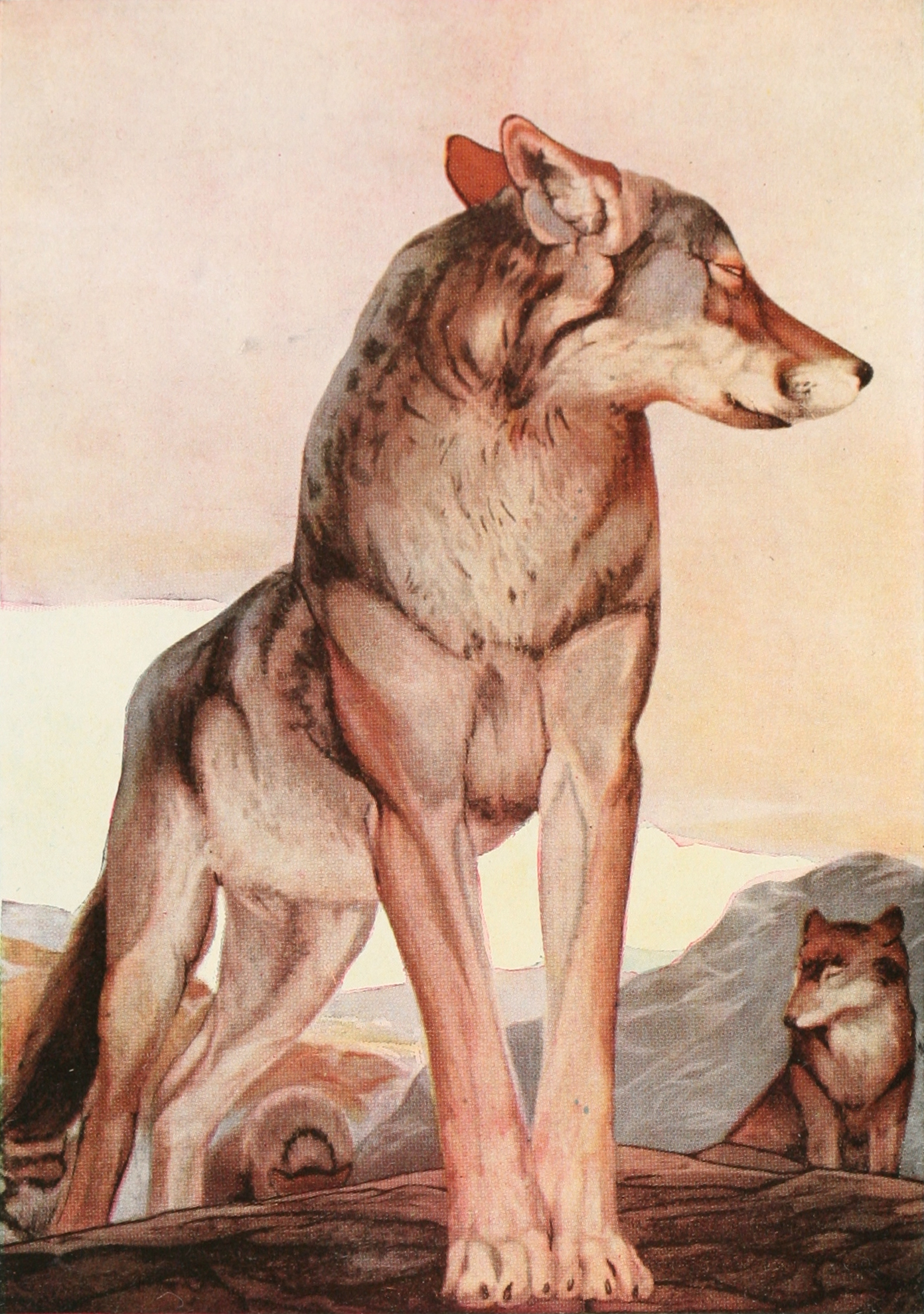
Akela, a magányos farkas, illusztráció az 1895-ben megjelent kiadásból, az író apja, John Lockwood grafikája

- Riki-tiki-tévi, a fiatal szürke mongúz
- Nag és Nagaina, két kobra

## Magyar fordítások

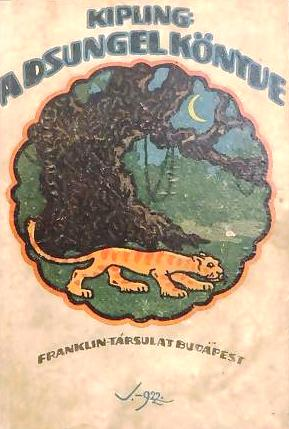
Az 1923-as magyar kiadás könyvborítója

- A dzsungel könyve, 1-3.; fordította: Mikes Lajos; Lampel, Budapest, 1899–1902 (Magyar könyvtár)
- Újabb dsungel-történetek; fordította: Békési Gyula; Lampel, Budapest, 1909 (Magyar könyvtár)
- A dzsungel világa; fordította: Benedek Marcell, illusztrálta Haranghy Jenő; Hungaria, Budapest, 1932
- A dzsungel könyve és az új dzsungel-könyv; fordította: Benedek Marcell, illusztrálta Haranghy Jenő; Győző Andor, Budapest, 1930
- Kincs a dzsungelben; Csongor, Budapest, 1944
- Íme a Dzsungel; Csárdás, Budapest, 1944
- Maugli kalandjai az őserdőben. Fejezetek A dzsungel könyvéből gyerekeknek; fordította: Benedek Marcell, versfordítás: Weöres Sándor, illusztrálta Haranghy Jenő; Móra, Budapest, 1992
- Mesél a dzsungel; fordította: Benedek Marcell, illusztrálta Budai Tibor; Sensus, Budapest, 2003
- Riki-tiki-tévi és más történetek. A dzsungel könyvének második része; fordította: Benedek Marcell, versfordítás: Weöres Sándor, illusztrálta Szántó Piroska; Ciceró, Budapest, 2007 (Klasszikusok fiataloknak)
- A dzsungel könyve. Regény. Maugli történetei; fordította: Rindó Klára, Szabados Tamás; Könyvmolyképző, Szeged, 2008 (Jonatán könyvmolyképző)
- A dzsungel könyve. Mese a hűségről; átdolgozta: Jane Arlington, fordította: Gordos Judit, illusztrálta Joel Schick; Reader's Digest, Budapest, 2009 (Tanulságos történetek)
- A dzsungel könyve; átdolgozta: Lisa Church, fordította: Csonka Ágnes, illusztrálta Lucy Corvino; Alexandra, Pécs, 2010 (Klasszikusok könnyedén)
- A dzsungel könyve; átdolgozta: Maria Seidemann, fordította: Kincses Edit, illusztrálta Ute Thönissen; Ciceró, Budapest, 2012 (Klasszikusok kisebbeknek)
- A dzsungel könyve; fordította: Varró Gábor, versfordítás: Varró Dániel, illusztrálta Békés Rozi; Ciceró, Budapest, 2014
- A dzsungel könyve. 2. szint; Rudyard Kipling alapján átdolgozta: Sol Arráez, illusztrálta Carmen Guerra, fordította: Sándor István; Napraforgó, Budapest, 2015 (Olvass velünk!)
- A dzsungel könyve; fordította: Greskovits Endre, versfordítás:. Horváth Viktor, illusztrálta Szabó Levente; Helikon, Budapest, 2016
- A dzsungel könyve 2. Riki-tiki-tévi és más történetek; fordította: Rindó Klára; Könyvmolyképző, Szeged, 2017 (Kaméleon könyvek)

## Emlékezete
Nyíri János Madárország című regényében a Bárányok farkasbőrben c. fejezetben esik szó Maugli és Bagira történetéről.